# Anton Dahlberg
Anton Carl Diderik Dahlberg (* 10. Mai 1985 in Växjö) ist ein schwedischer Segler.

## Erfolge
Anton Dahlberg, der für den Kungliga Svenska Segelsällskapet segelt, wurde in der Bootsklasse Europe in Helsinki im Jahr 2005 Vizeeuropameister. Danach wechselte er in die 470er Jolle, in der er mit Fredrik Bergström 2017 in Thessaloniki Zweiter und 2019 in Enoshima Dritter bei Weltmeisterschaften wurde. 2021 gelang ihnen in Vilamoura schließlich der Titelgewinn. 2018 in Burgas und 2019 in Sanremo wurden die beiden außerdem Europameister und belegten 2021 in Vilamoura den dritten Platz.
Viermal nahm Dahlberg an Olympischen Spielen teil. Bei seinem Olympiadebüt 2008 in Peking belegte er mit Sebastian Östling mit 111 Punkten den 15. Platz. Vier Jahre darauf in London gelang ihnen die Qualifikation für das abschließende Medal Race, das sie jedoch auf dem letzten Platz beendeten und dementsprechend auch nicht über den zehnten Gesamtrang hinaus kamen. Bei den Olympischen Spielen 2016 in Rio de Janeiro trat Dahlberg mit Fredrik Bergström an und zog mit ihm ebenfalls ins Medal Race ein. Sie wurden in diesem Fünfte, womit sie den Wettbewerb mit 79 Punkten auf dem sechsten Platz beendeten.
Auch bei den 2021 ausgetragenen Olympischen Spielen 2020 in Tokio qualifizierten sich Dahlberg und Bergström in ihrer Konkurrenz für das Medal Race. Sie gewannen zuvor drei der zehn Wettfahrten und gingen als Gesamtzweite in die entscheidende Wettfahrt, die sie ebenfalls auf Rang zwei abschlossen. Mit 45 Gesamtpunkten gewannen sie hinter den siegreichen Australiern Mathew Belcher und William Ryan mit 23 Punkten und vor Jordi Xammar und Nicolás Rodríguez aus Spanien mit 55 Punkten die Silbermedaille.
Mit Lovisa Karlsson wurde Dahlberg sowohl 2022 in Çeşme als auch 2023 in Sanremo Europameister in der Mixedkonkurrenz mit der 470er Jolle. Bei den Olympischen Spielen 2024 in Paris gingen die beiden ebenfalls gemeinsam den Start. Sie gewannen zwei der ersten acht Wettfahrten und gingen mit 39 Punkten als Vierte ins abschließende Medal Race. Unter den dort startenden zehn Teams belegten sie den vierten Platz und rückten dadurch noch auf den dritten Gesamtrang vor. Dahlberg und Karlsson sicherten sich mit 47 Punkten die Bronzemedaille hinter den siegreichen Österreichern Lara Vadlau und Lukas Mähr, die 38 Punkte erzielten, und den mit 41 Punkten zweitplatzierten Japanern Keiju Okada und Miho Yoshioka.